# Angiostrongylidae
Famille
Les Angiostrongylidae sont une famille de nématodes (les nématodes sont un embranchement de vers non segmentés, recouverts d'une épaisse cuticule et menant une vie libre ou parasitaire).

## Systématique
La famille des Angiostrongylidae a été créée en 1934 par les parasitologues allemands Leopold Karl Böhm (d) (1886-1958) et Otto Gebauer (d) (?-?).

## Liste des genres
Selon BioLib (3 juin 2021) :
- genre Aelurostrongylus Cameron, 1927
- genre Angiostrongylus Kamensky, 1905
- genre Chabaudistrongylus Kontramavichus, 1979
- genre Gallegostrongylus Mas-Coma, 1978
- genre Rodentocaulus Schulz, Orlov & Kutass, 1933
- genre Sobolevingylus Romanov, 1952
- genre Stefanskostrongylus Drozdz, 1970